# 暗い
| ウィキペディアには「暗い」という見出しの百科事典記事はありません（タイトルに「暗い」を含むページの一覧/「暗い」で始まるページの一覧）。 代わりにウィクショナリーのページ「暗い」が役に立つかもしれません。 |